# Koszalińska Biblioteka Publiczna im. Joachima Lelewela
Koszalińska Biblioteka Publiczna im. Joachima Lelewela – samorządowa instytucja kultury działającą na terenie Koszalina.
Jest największą na Pomorzu Środkowym biblioteką publiczną, której zbiory to 400 tysięcy pozycji książkowych, fonoteka (ponad 2800 płyt kompaktowych i 10 tys. płyt analogowych), „książka mówiona” (2300 tytułów), 300 tytułów czasopism oraz ponad 15 tys. oprawnych roczników, bogate zbiory dokumentów życia społecznego (ponad 14 500), wydawnictwa multimedialne. Korzysta z nich blisko 23 tys. zarejestrowanych czytelników. Biblioteka i wszystkie procesy biblioteczne są w pełni skomputeryzowane. Czytelnicy mogą zamawiać i rezerwować książki przez internet.

## Historia
Miejska Biblioteka Publiczna w Koszalinie została otwarta 15 czerwca 1947 roku. Mieściła się wówczas w budynku Muzeum Miejskiego a jej pierwszym kierownikiem był kustosz Jakub Rokicki. Wcześniej jednak, bo już w sierpniu 1945 roku powołano Wojewódzką Komisję Opieki nad Książkami, której zadaniem było zabezpieczenie książek poniemieckich, ich ewidencja, segregacja i ewentualne przekazanie do innych bibliotek państwowych. Zatrudniono przy tych działaniach panie: Marię Pilecką i Halinę Czaplicką. Wydzielone zbiory poniemieckie, dary oraz pierwsze zakupy były podwalinami księgozbioru powstającej biblioteki.
W roku 1948 biblioteka miejska przeniosła się na Plac Stalina (obecnie Plac Wolności) gdzie miała swą siedzibę do roku 1963. W roku 1950 powstała Wojewódzka Biblioteka Publiczna z siedzibą w Białogardzie. Na wiele lat jej pierwszym dyrektorem został Aleksander Majorek. Na skutek rozporządzenia Ministra Kultury w styczniu 1955 połączono bibliotekę miejską i wojewódzką, a jej siedzibą stał się obiekt do tej pory zajmowany przez bibliotekę miejską przy Placu Stalina. Dyrektorem połączonych bibliotek został Aleksander Majorek a zastępcą dyrektora Maria Hudymowa.
W drugiej połowie lat 50. zaczęto tworzyć miejską sieć filii bibliotecznych, która w roku 1966 liczyła 10 filii usytuowanych na pięciu z siedmiu osiedli w mieście. Ówczesna siedziba główna Wojewódzkiej i Miejskiej Biblioteki była w tak złym stanie technicznym, że pośpiesznie remontowano obiekt przy ul. Świerczewskiego (obecnie ul. Dworcowa), dokąd w maju 1963 roku przeniesiono większość agend biblioteki. Równolegle trwały prace nad projektem nowego obiektu na potrzeby biblioteki. Budowa rozpoczęła się w 1967 roku. Wówczas zbiory biblioteki liczyły 127 500 woluminów, 1600 Pomorzanów, 323 tytuły czasopism, 3 tysiące zbiorów z zakresu sztuki. Ze zbiorów tych korzystało ponad 10 tysięcy czytelników. Warto zauważyć, że miasto liczyło wtedy ponad 70 tysięcy mieszkańców.
Oficjalne otwarcie nowego obiektu biblioteki nastąpiło 12 września 1973 roku. Biblioteka otrzymała imię Joachima Lelewela. Do nowego obiektu przeniesiono zbiory z Placu Wolności oraz z ulicy Dworcowej, liczące 250 tysięcy tomów.
Zmiany administracyjne nie pozostawały bez wpływu na strukturę biblioteki. W początkach 1992 roku na skutek ustawy o samorządzie terytorialnym dokonano podziału Wojewódzkiej i Miejskiej Biblioteki Publicznej na Wojewódzką Bibliotekę podległą Wojewodzie Koszalińskiemu oraz Miejską Bibliotekę pozostającą w gestii Zarządu Miasta. Po likwidacji Wojewódzkiego Domu Kultury w strukturę WBP włączono w roku 1992 Dział Kultury Regionalnej, który podjął szersze działania na rzecz upowszechniania amatorskiego ruchu artystycznego, wystawiennictwa, działalności kulturalno-oświatowej. Dział funkcjonował do końca 1998 roku. Po likwidacji województwa koszalińskiego w 1999 roku w miejsce Wojewódzkiej Biblioteki Publicznej powstała Koszalińska Biblioteka Publiczna o statusie biblioteki miejskiej. Ostatnie lata były okresem unowocześniania biblioteki, komputeryzacji procesów bibliotecznych, prac remontowych i modernizacyjnych zarówno w gmachu głównym, jak i w filiach na terenie miasta.

## Patron
Joachim Lelewel (1786–1861) był uczonym, historykiem, numizmatykiem, heraldykiem i politykiem, ideologiem demokracji polskiej. W latach 1818–1821 był bibliotekarzem w bibliotece przy Uniwersytecie Warszawskim. Pozostawił olbrzymi dorobek naukowy w dziedzinie historii i jej nauk pomocniczych. W kręgu jego szerokich zainteresowań znalazła się zarówno historia ujmowana całościowo, jak też geografia, kartografia, polityka, myśl demokratyczna.

## Struktura organizacyjna
Koszalińska Biblioteka Publiczna to gmach główny oraz 10 filii usytuowanych w różnych rejonach miasta.
- Biblioteka Główna – 75-415 Koszalin, plac Polonii 1, tel. centrali 94 348-15-40
- Filia nr 1 – ul. Wenedów 24B/8, tel. 94 348-15-73 (wcześniej ul. Powstańców Wielkopolskich 6A)
- Filia nr 3 – ul. Młyńska 12 (biblioteka dla dzieci i młodzieży), tel. 94 348-15-75
- Filia nr 4 – ul. Ruszczyca 14, tel. 94 348-15-71
- Filia nr 5 – ul. Władysława IV 23 b (biblioteka dla dorosłych), tel. 94 348-15-83
- Filia nr 6 – ul. Lelewela 7, tel. 94 348-15-77
- Filia nr 8 – ul. Andersa 4-6 (biblioteka dla dorosłych), tel. 94 348-15-79
- Filia nr 9 – ul. Struga 5, tel. 94 348-15-81
- Filia nr 11 – ul. Wańkowicza 82, tel. 94 348-15-84
- Filia nr 12 – ul. Spokojna 48, tel. 94 348-15-85
- Filia nr 15 – ul. Sucharskiego 5, tel. 94 348-15-86

## Działalność
W budynku głównym gromadzone są zbiory o charakterze naukowym i popularnonaukowym (85%), natomiast w filiach – głównie beletrystyka.
Biblioteka, poza spełnianiem funkcji typowo bibliotecznych jak udostępnianie zbiorów na zewnątrz i na miejscu, udzielanie informacji i pomoc w dotarciu do materiałów, jest ośrodkiem życia oświatowego i kulturalnego. Obejmuje działaniami osoby zagrożone wykluczeniem społecznym oraz różne grupy wiekowe.
Biblioteka oferuje bogate zbiory literatury naukowej, popularnonaukowej i beletrystycznej, zbiory muzyczne na płytach CD i analogach, filmy (w tym ekranizacje lektur) na kasetach video i płytach CD, tzw. „książkę mówioną” na kasetach magnetofonowych i książki z dużym drukiem dla osób niedowidzących i niewidomych, bogate zbiory regionalne, bezpłatne korzystanie z internetu, usługi kserograficzne i introligatorskie.
W ofercie posiada „lekcje biblioteczne” dla dzieci i młodzieży, w tym specjalny pakiet dla maturzystów. Wszystkie procesy biblioteczne są skomputeryzowane.
Rocznie w gmachu głównym i filiach odbywa się ponad 1700 imprez.
KBP prowadzi szeroką działalność na rzecz osób niepełnosprawnych, jest organizatorem stałych spotkań czytelników niewidomych i niedowidzących, zajęć z muzykoterapii i plastyki dla osób niepełnosprawnych intelektualnie. Gmach główny oraz cztery filie są przystosowane do obsługi tych osób. Od 2007 r. działa Dyskusyjny Klub Książki – grupa młodzieżowa i dorosłych. Z myślą o dzieciach organizowana jest akcja „Bezpieczne wakacje” oraz „Ferie w bibliotece”, Święto Czytelnika Dziecięcego, Turniej Recytatorski „Ptaki, ptaszki i ptaszęta polne”, konkursy plastyczne i czytelnicze. KBP jest organizatorem Wojewódzkiego Konkursu „Literacki start”, przeznaczonego przede wszystkim dla młodzieży. W bibliotece ponadto odbywają się spotkania z pisarzami i wydawcami, promocje książek, sesje i konferencje popularnonaukowe. W bibliotece odbywa się coroczny Europejski Festiwal „Integracja Ty i Ja” poświęcony osobom niepełnosprawnym. Galeria Region jest miejscem prezentacji dorobku literackiego i kulturalnego miejscowych twórców – plastyków, fotografików oraz wydarzeń i rocznic o szerszym zakresie, sylwetek pisarzy, dorobku wydawnictw. Biblioteka prowadzi wydawnictwo. Od 1992 roku jest wydawcą popularnonaukowego „Rocznika Koszalińskiego”, ponadto – informatora kulturalnego „Miesiąc w Koszalinie”, Almanachu „Kultura koszalińska”, książek beletrystycznych i popularnonaukowych wydawnictw o regionie, wydawnictw pokonkursowych, informatorów, katalogów wystaw.
Biblioteka dysponuje nowoczesną salą konferencyjno-kinową na 100 miejsc. Za zasługi w upowszechnianiu wiedzy i kultury Koszalińska Biblioteka Publiczna została uhonorowana wieloma odznaczeniami, w tym medalem „Bibliotheca Magna Perenisque”, Krzyżem Komandorskim Orderu Odrodzenia Polski, medalem „Twórcom i Mecenasom Kultury”.